# Bill Long Award
Bill Long Award, plným názvem Bill Long Award for Distinguished Service je ocenění, které je nepravidelně udělováno jednotlivcům, kteří se významně podíleli na rozvoji ligy Ontario Hockey League v oblasti mládežnického hokeje. Je pojmenováno po bývalém trenérovi a manažerovi Billu Longovi.

## Držitelé Bill Long Award
- 2016 Pat Casey
- 2013 Ray McKelvie
- 2010 Peter Karmanos Jr.
- 2009 Bert O'Brien, Sam Sisco
- 2006 Jeff Twohey
- 2005 Bert Templeton
- 2003 Norm Bryan
- 2002 Jack Ferguson
- 2002 Jim Lever
- 1997 Wren Blair
- 1997 Frank Bonello
- 1994 Brian Kilrea
- 1993 Dr. Robert Vaughan
- 1992 Herb Warr
- 1990 Sherwood Bassin
- 1989 Earl Montagano
- 1989 Alec Campagnaro